# Габрієль де Кастельно
Габрієль де Кастельно (фр. Gabriel de Castelnau; 1757, Базас — грудень 1826, Париж) — французький історик 1-ї половини 19 ст.
Народився в дворянській родині, яка походила з міста Лангон. Коли Габрієлеві було п'ять років, його батько придбав замок в Оросі та отримав титул барона Ороського, змінивши прізвище на Кастельно д'Орос (фр. Castelnau d'Auros). Пізніше його батько обіймав низку представницьких і судових посад, зокрема, представляв дворянство регіону під час Великої французької революції 1789 року.
1791 року Габрієль де Кастельно залишив революційну Францію, емігрувавши до Російської імперії. Понад 10 років служив у царській адміністрації на Півдні України (зокрема в Одесі в герцога де Рішельє), де збирав матеріали про Північне Причорномор'я, які використав для написання «Нарису давньої і сучасної історії Новоросії», що була видрукувана 1820 в Парижі (це понад 1000 сторінок тексту з картами, планами, ілюстраціями). Джерельну базу праці склали російські, польські, західноєвропейські публікації, козацькі літописи, поточна статистика й документація. Суспільно-політичні відносини на терені краю де Кастельно відтворив за періодами — від найдавніших часів до початку 19 ст. Особливу увагу приділив подіям 15–18 ст., тісно пов'язавши їх з історією Запорозької Січі. Висвітлюючи становище Південної України і Криму кінця 18 — початку 19 ст., подав характеристику розвитку сільського господарства, торгівлі, судноплавства, розбудови Одеси та інших міст.
Останні роки життя провів у Франції, повернувшись туди 1815 року разом зі своїм другом і покровителем герцогом де Рішельє, який став прем'єр-міністром Франції, і працюючи при міністерствах. Помер у грудні 1826 року, так і не одружившись.